# Psalm 76

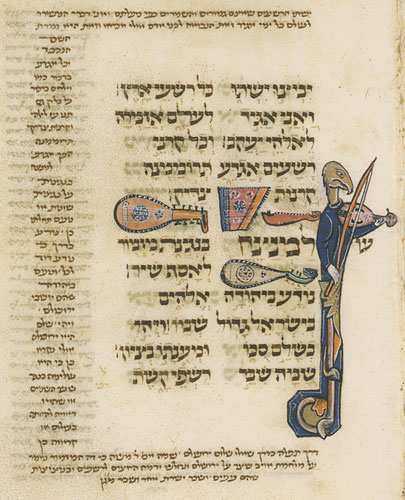
Psalm 76

Psalm 76 – jeden z utworów zgromadzonych w biblijnej Księdze Psalmów. Zaliczany do dzieł przypisywanych Asafowi. W numeracji Septuaginty psalm ten nosi numer 75.

## Teologia Psalmu
Psalm składa się z dwóch części (76,2–7, 8–13). Utwór posiada charakter dziękczynny, wysławiający Boga za zwycięstwo nad wrogiem. Obowiązkiem zwycięzcy było złożenie darów Bogu, które stanowiły łupy zdobyte od pokonanych wrogów. Klęska przeciwników oznaczała, że to JHWH króluje na Syjonie. Nieznane są wydarzenia historyczne, o których mówi psalm. Utwór można odebrać jako Boży manifest przeciwko próbom napadania i zniszczenia Jerozolimy. Psalmista wybiega w przeszłość i przyszłość, przywołując pamięć o zwycięstwach Boga, jakich dokonał dla Izraela. Jednocześnie utwór miesza się z wizją przyszłego zwycięstwa nad ludzkim gniewem. Psalmista posuwa się nawet do określenia, że ludzki gniew jest na tyle słaby, że może jedynie wielbić Boga. Ostatnie wersety opowiadają o Bogu jako o strasznym władcy, potężniejszym od wszystkich królów.

## Symbolika
- Szalem, starożytna nazwa Jerozolimy, miasta pokoju (szalom)[2].
- Zwrot gniew ludzki/gniew na ludzi (76,11) w tłumaczeniu LXX został zastąpiony neologizmem „to, co leży na sercu”, gdyż uznany został za zbyt śmiały[4].
- W utworze dwukrotnie pojawia się niejasne słowo sela, którego znaczenie nie jest dokładnie znane[5].